# Керманшах
Керманшах (на персийски: کرمانشاه, Kermānshāh; гурански-кюрдски: کرماشان) е град в западен Иран, разположен на 526 км от Техеран и на около 120 км от границата с Ирак. Керманшах е с население от 822 921 жители (приб. оценка 2005 г.) През Керманшах е минавал търговският Хорасански път, сектор от Пътя на коприната. Градът се нарича Кармисин, когато ибн Фадлан го посещава по време на описаното от него пътешествие до Волжка България. Днес Керманшах разполага с три университета.
В близост до Керманшах се намира триезичният Бехистунски надпис на цар Дарий I, който е обект от списъка на ЮНЕСКО с обекти на световното културно и природно наследство.